# Берітіди
Берітіди (Berytidae) — родина клопів (Heteroptera). Включає близько 170 сучасних видів.

## Поширення
Родина є космополітичною. Metacanthini та Berytinae в основному зустрічаються у східній півкулі, а Berytinini, зокрема, обмежені Палеарктикою. Gampsocorini населяють виключно східну півкулю, а Metatropini обмежені Східною Азією. Триба Hoplinini обмежена західною півкулею.

## Опис
Тіло завдовжки від 2,5 до 11 міліметрів і зазвичай мають видовжене та струнке тіло з тонкими ногами та вусиками. На перший погляд багато видів схожі на паличкоподібних водомірок (Hydrometridae) або клопів-убивць із підродини Emesinae. Від останніх їх легко відрізнити за відсутністю ловлячих ніжок. Більшість клопів мають тьмяно-жовтий або червонувато-коричневий колір і не мають жодних придатків чи чогось подібного. Однак у деяких видів на тілі є шипи та виступи химерної форми. Верхівкова частина ніг (femora) і перший членик вусиків часто булавоподібно потовщені.

## Спосіб життя
Звички більшості видів маловідомі. Вважається, що більшість із них живляться рослиними соками, але деякі також харчуються кліщами та дрібними комахами. Інші види живляться мертвою органікою як сапрофаги. Клопи рухаються повільно. Якщо їх потривожити, вони притискають кінцівки до тіла і вдають себе за мертвих.

## Класифікація
- Підродина Berytinae
  - Триба Berytini Fieber, 1851
    - Apoplymus Fieber, 1859
    - Arideneides Tatarnic, 2022
    - Berytoplymus Stusak, 1989
    - Bezu Stusak, 1989
    - Chinoneides Stusak, 1989
    - Hubertiella Kirkaldy, 1902
    - Neides Latreille, 1802
    - Neoneides Stusak, 1989
    - Paleologus Distant, 1902
    - Paraberytus Stusak, 1965
    - Plyapomus Stusak, 1976
    - Yemmatropis Hsiao, 1977

  - Триба Berytinini Southwood & Leston, 1959
    - Berytinus Kirkaldy, 1900
- Підродина Gampsocorinae Southwood and Leston, 1959
  - Триба Gampsocorini Southwood & Leston, 1959
    - Australacanthus Henry, 1997
    - Gampsoacantha Josifov & Stusak, 1987
    - Bajacanthus Henry & Wall, 2019
    - Gampsocoris Fuss, 1852
    - Micrometacanthus Lindberg, 1958

  - Триба Hoplinini Henry, 1997
    - Cuscohoplininus Dellapé & Carpintero, 2007
    - Diabolonotus Henry, 1996
    - Hoplinus Stal, 1874
    - Metajalysus Stusak, 1977
    - Oedalocanthus Henry, 1996
    - Parajalysus Distant, 1883
    - Phaconotus Harris, 1943
    - Pronotacantha Uhler, 1893
    - Xenoloma Harris, 1943
- Підродина Metacanthinae Douglas and Scott, 1865
  - Триба Metacanthini Douglas & Scott, 1865
    - Cametanthus Stusak, 1967
    - Capyella Breddin, 1907
    - Dimorphoberytus Stusak, 1965
    - Jalysus Stal, 1862
    - Metacanthus Costa, 1847
    - Neostusakia Kment, Henry & Frýda, 2009
    - Pneustocerus Horvath, 1905
    - Tirybenus  Stusak, 1964
    - Triconulus Horvath, 1905
    - Yemma Horvath, 1905

  - Триба Metatropini Henry, 1997
    - Metatropis Fieber, 1859
- Unplaced genera
  - Acanthophysa Uhler, 1893
  - Aknisus McAtee, 1919
  - Protacanthus Uhler, 1894